# Claire Mitchell-Taverner
Claire Mitchell-Taverner (Melbourne, 17 de junio de 1970) es una exjugadora australiana de hockey sobre césped.

## Trayectoria
Mitchell-Taverner tuvo su primera participación olímpica Sídney 2000. En el torneo derrotó a Argentina en la final y ganó la medalla de oro.